# Les innocents
Les innocents (títol original en francès, Les Innocentes) és una pel·lícula francesa del 2016 dirigida per Anne Fontaine, que compta amb Lou de Laâge, Agata Kulesza, Agata Buzek i Vincent Macaigne al seu repartiment. El guió és de Sabrina B. Karine, Pascal Bonitzer, Anne Fontaine i Alice Vial, a partir d'una idea original de Philippe Maynial. Maynial es va inspirar en les experiències de la seva tia, Madeleine Pauliac, una metgessa de la Creu Roja francesa que va treballar a Polònia després de la Segona Guerra Mundial. S'ha doblat i subtitulat al català.